# Copaxa semioculata
Copaxa semioculata är en fjärilsart som beskrevs av Felder 1874. Copaxa semioculata ingår i släktet Copaxa och familjen påfågelsspinnare. Inga underarter finns listade i Catalogue of Life.